# Еърбъс А340
Airbus A340 е четиримоторен турбореактивен пътнически широкофюзелажен самолет, произвеждан от Airbus. Предназначен за дълги полети. Самолетът има сходен дизайн с двумоторния A330. A340 се произвежда от 1991 до 2011 г. и оттогава съществуват четири варианта A340-200, A340-300, A340-500 и A340-600.
Създаден да конкурира ранните версии на Боинг 747, към момента моделът е най-дългият пътнически авиолайнер в света, основен конкурент на американския си еквивалент Боинг 777 и предпочитан от нискотарифните трансатлантически превозвачи (като Virgin Atlantic и Wizz Air) поради големия си капацитет и ниския разход на гориво.
Максималният му обсег е 14 800 km, като в многокласова конфигурация може да превозва до 380 пътници.
Airbus А340 лети от 1991 г., през което време са загубени (унищожени) 5 машини от типа А340, но нито един човек не е загинал.
| Дата           | Бортов номер | Място на катастрофата | Жертви/от общо | Кратко описание |
| -------------- | ------------ | --------------------- | -------------- | --- |
| 20 януари 1994 | F-GNIA       | Париж                 | 0/0            | При буксиране към терминала на борда започва пожар. |
| 05.11.1997     | G-VSKY       | летище Хийтроу        | 0\н.д.         | Кацане със счупена стойка на шасито. |
| 24.07.2001     | 4R-ADD       | Коломбо               | 0/0            | Унищожен в резултат от атака на „Тамилските тигри“ на летището                                                                                                 |
| 02.08.2005     | F-GLZQ       | Торонто               | 0/309          | При кацане в бурно време излиза от границите на пистата и изгаря. Грешка на екипажа (реверсът не е включен навреме). Няколко десетки ранени с различна тежест. |
| 09.11.2007     | EC-JOH       | Кито                  | 0/349          | При кацане се пукат няколко гуми. Излиза от пистата. |
| 15.11.2007     | F-WWCJ       | Тулуза                | 0/9            | Екипажът извършва пробно стартиране на двигателите, без да е поставил самолета на опори.                                                                       |